# 行列ナゲループ
『行列ナゲループ』（ぎょうれつナゲループ）は、任天堂より2012年8月8日に配信開始されたニンテンドー3DS用ゲームソフト。

## 概要
同じ色の人間を揃えて行列を消していく、『パズループシリーズ』の流れを汲むアクションパズルゲーム。
実際の人物・風景モデルを使用した実写ゲームであり、内容は主人公の“妄想”という設定でシュールな雰囲気を出している。
北米・ヨーロッパでは『Tokyo Crash Mobs』の名称で2013年1月17日に配信された。

## ルール
- 基本ルールは『パズループ』に準拠し、主人公のグレース／サバンナが持ち上げている「色ジャマ」を“投げる”または“転がす"ことで、行列をなす色ジャマに当て、同じ色を3人以上揃えて消していく。消えた際にさらに同じ色が揃うと連鎖して消せる。
- 「グレース」「サバンナ」ステージでは、タッチペンのスライドで持ち上げている色ジャマを当てる方向を決め、タッチペンを離すと投げる／転がす動作をする。
- 「ふたりとニンジャマ」ステージでは、本体を左右に動かして移動、Aボタンで投げる、Bボタンで転がす（タッチペン操作にも切り替え可能）。

## キャラクター
- グレース - 19歳女子学生。色ジャマを“投げる”。
- サバンナ - 21歳女子留年生。色ジャマを“転がす”。
- 色ジャマ - 赤・青・緑・黄いずれかのスーツ姿の男女。『パズループ』でのジュエルストーンにあたる。
- ニンジャマ - 忍者の姿。色ジャマと同じ4色の「色ニンジャマ」に加えて「黒ニンジャマ」がいる（単独では消せず、前後の色ジャマを消すことで一緒に消える）。

## ゲームモード
ストーリー
「月曜日」〜「日曜日」の7ステージ×「先週」「今週」「来週」の全21ステージで構成。「月曜日」〜「土曜日」は「グレース」「サバンナ」各3ステージを交互にプレイする。「日曜日」は「ふたりとニンジャマ」ステージとなり、先の6ステージを全てクリアすることでプレイできる。
ステージの前後には実写ムービーによるデモシーンが挿入される。
チャレンジ
「グレース」「サバンナ」「ふたりとニンジャマ」ステージのいずれかを選び、時間無制限で色ジャマ・ニンジャマを消し続けるスコアアタック。

### ステージ
「グレース」ステージ
行列最後尾のグレースが色ジャマを投げ、立ち止まっている色ジャマの行列を揃えて消していく。色ジャマは割り込んで列を増やしたり、列の形を変えたり、「はれつ玉」で妨害をすることがある。連鎖すると制限時間が増える。制限時間終了時点で色ジャマの行列が10人以上残っていると、グレースは行列先の店内に入れずゲームオーバー。
「サバンナ」ステージ
画面中央のサバンナが色ジャマを転がし、歩いている全ての色ジャマの行列を揃えて消していく。色ジャマは跳ぶ・走るなどの動きをすることがある。連鎖すると行列が後退する。行列先頭にあるボタンを色ジャマに押されると、サバンナは真下に開くブラックホール状の穴に引き込まれゲームオーバー。
「ふたりとニンジャマ」ステージ
グレース・サバンナの二人が色ニンジャマが入った「ニン玉」を投げ、分身して並ぶ色ニンジャマを揃えて全て消していく。色ニンジャマは直接向かって来たり「けむり玉」で攻撃するが、ニン玉を転がして撃退できる。連鎖するとライフが増える。攻撃を受けるとライフが減り、0になるとゲームオーバー。

## アイテム
ステージ途中で入手できる。使用しなかった場合は他のステージに持ち越せる。
- UFO - 同じ色の色ジャマを全て消せる。
- バリケード - 割り込みを防いだり行列を足止めする。
- けいと玉 - 上下左右に転がり、色ジャマを巻き込んで消せる。
- かわり傘 - 一定時間、色ジャマが連鎖しやすい色に変わる。